# Piero De Masi
Piero De Masi (Roma, 6 giugno 1937 – Roma, 12 ottobre 2021) è stato un ambasciatore italiano.
Conosciuto per avere contribuito a salvare centinaia di cileni che scappavano dalle violenze in seguito al colpo di stato del generale Pinochet nel 1973.

## Biografia

### Formazione
Si è laureato in Scienze Politiche presso l'Università di Roma 
il 12 luglio 1960.

### Carriera diplomatica
De Masi è entrato in carriera diplomatica nel 1964 ed ha prestato servizio in numerose sedi diplomatiche: Strasburgo, Durban, Santiago del Cile, Praga, Madrid e Berlino. È stato il primo Ambasciatore d'Italia in Namibia dal 1990 al 1996 e successivamente Console generale d'Italia a Boston (1998 - 2002) e ad Amsterdam (2002 - 2004).

### Colpo di Stato in Cile
De Masi si trovava in servizio come Incaricato d'affari all'Ambasciata d'Italia a Santiago del Cile nel 1973, durante il Colpo di Stato organizzato dal Generale Augusto Pinochet. De Masi era il funzionario di più alto grado in servizio presso l'Ambasciata, essendo assente l'Ambasciatore. Immediatamente dopo il colpo di stato alcune persone (anche famiglie con bambini) cominciarono a rifugiarsi presso l'ambasciata. De Masi chiese istruzioni al Ministero degli Esteri, ma non ricevette alcuna risposta. Per diversi mesi il numero dei cileni in fuga rifugiatisi presso l'Ambasciata continuò ad aumentare. De Masi fu costretto a comprare numerosi materassi di tasca propria, per offrire un giaciglio agli ospiti, che erano presenti in numero di oltre 50 per stanza. Grazie all'opera di De Masi centinaia di oppositori del regime cileno ebbero salva la vita e poterono partire per un esilio in Italia.
Le vicende dell'Ambasciata d'Italia a Santiago del Cile sono state anche il soggetto principale del film documentario Santiago, Italia, realizzato da Nanni Moretti nel 2018, e nel quale De Masi, insieme a Roberto Toscano hanno un ruolo centrale. 
È morto in Umbria il 12 ottobre 2021.

## Opere
- Piero De Masi, Santiago. 1 febbraio 1973-27 gennaio 1974, Roma, Bonanno Editore, 2013.
- Piero De Masi, Santiago. 1 de febrero de 1973 -27 de enero de 1974, Editorial Cuadernos Del Laberinto, Editorial Cuadernos Del Laberinto, 2017.